# Straßenbahn Staßfurt
Die Staßfurter Straßenbahn war ein von 1900 bis 1957 verkehrender Straßenbahnbetrieb in der Kleinstadt Staßfurt in Sachsen-Anhalt.
Aufgrund der prosperierenden wirtschaftlichen Entwicklung Staßfurts Ende des 19. Jahrhunderts wurde vom Magistrat der Stadt der Bau einer Straßenbahn als modernes und effektives Nahverkehrsmittel beschlossen. Im Dezember 1898 begann man mit dem Bau der Strecke von Achenbach bis Hecklingen, welche nach einer fast einjährigen Bauzeit am 7. April 1900 in Betrieb genommen werden konnte und am 1. Juli bis zur Kohlengrube in Löderburg verlängert wurde.
Gebaut und betrieben wurde die Strecke von der Continentalen Eisenbahn-Bau- und Betriebs-Gesellschaft. Die Straßenbahn wurde neben der Personenbeförderung auch für den Post- und Gütertransport genutzt. Für die Stromversorgung wurde ein eigenes Kraftwerk errichtet. Das Depot befand sich in der Athensleber Straße auf dem Gelände der heutigen Stadtwerke am nordwestlichen Stadtrand.
Ab 1910 wurde auch Güterverkehr, überwiegend der Transport von Braunkohle, mit Rollwagen durchgeführt. Dafür wurden zwei vierachsige elektrische Lokomotiven von AEG beschafft. 1912 ging die Bahn an die Staßfurter Licht- und Kraftwerk AG über, an der die Continentale Eisenbahn-Bau- und Betriebs-Gesellschaft und die Deutsche Contiental-Gas-Gesellschaft beteiligt waren. Im Jahre 1938 sowie 1955 wurden neue Triebwagen beschafft.
An der ca. 10 km langen Strecke wurden 24 Haltestellen bedient und es gab 8 Ausweichen für Zugbegegnungen. Die Betriebszeit betrug 20 Stunden täglich.
Für die Betreiber war der Straßenbahnbetrieb nur begrenzt erfolgreich. Dem damaligen Zeitgeist folgend und aufgrund der nicht restlos beseitigten Kriegsschäden wurde der Betrieb der Staßfurter Straßenbahn am 31. Dezember 1957 endgültig eingestellt. Als Begründung dafür wurde ein tödlicher Unfall, der sich 1957 ereignet hatte, herangezogen. Sämtliche Anlagen des Straßenbahnbetriebes (Gleise, Oberleitungen) wurden in der Folgezeit restlos beseitigt.
Der bei der Einstellung noch fast neue einzige DDR-Neubautriebwagen vom Typ LOWA wurde in der Folgezeit an mehrere Straßenbahnbetriebe weitergegeben. Dabei erhielt er auch etwa 1970 eine GR im RAW Berlin-Schöneweide mit für RAW-GR typischen Attributen. Nach seiner endgültigen Außerdienststellung wurde er nach Staßfurt rückgeführt und ist heute auf dem Stadtwerke-Gelände als Denkmal/Zeitzeuge aufgestellt, historisch richtig mit einem Stangenstromabnehmer.